# Dani Martínez
Daniel Martínez Villadangos (León, 25 de diciembre de 1982), más conocido como Dani Martínez, es un presentador de televisión, actor, imitador y humorista español. Presenta el programa de entrevistas y humor Martínez y Hermanos en Cuatro.

## Biografía
Nació en el Hospital de León y estudió en el colegio Padres Agustinos de León. Tiene un hermano, Nacho Martínez, que trabaja como cámara en televisión. Siempre ha llevado a su ciudad por bandera, y en 2022 el alcalde José Antonio Diez le otorgó el reconocimiento como Hijo Predilecto.
Desde muy pequeño destacó por sus dotes para la interpretación y sobre todo para la imitación (empezó con una cartera de cincuenta voces y ahora se le conocen más de doscientas, entre las que destacan Boris Izaguirre, Dani Martin o Jaime Peñafiel). Fue gracias al programa Cita con Pilar en Radio Nacional de España donde Dani Martínez tuvo su primera oportunidad de debutar en los medios a nivel nacional; antes había pasado por Onda Cero León, TV León y radios universitarias.
Después de su primera etapa en RNE de la mano de Pilar Socorro, llegó a la televisión: programas como Un, dos, tres... a leer esta vez (La 1), Un domingo cualquiera (La 1), Ruffus y Navarro (La 1), 'El Show de Cándido' (La Sexta) y SMS (La Sexta) en los que demostró que además de imitador es un cómico con dotes interpretativas muy destacadas. Aún con todos esos programas de televisión nunca abandonó la radio y colaboró en 'El Ombligo de la Luna Fin de Semana' y Vive la noche ambos en RNE.
Durante la primera parte de 2007 colaboró en Buenafuente y junto a Eva González en Fenómenos, ambos en La Sexta.  En septiembre de ese mismo año empezó a presentar el magacín de Antena 3 A 3 bandas, junto a Jaime Cantizano y María Patiño. Tres meses después abandonó el programa para incorporarse al equipo de Réplica, un programa en el que formó tándem con el imitador Carlos Latre para el prime time de Telecinco. En septiembre de 2008 llegó a Cuatro con el programa Estas no son las noticias y nuevamente a RNE en En días como hoy con La Mirada Cítrica, junto a la periodista Mónica Chaparro.
Durante 2009 intervino en el programa de La 1 ¿Y ahora qué?, con Florentino Fernández y Josema Yuste, y continuó en La Mirada Cítrica, en las mañanas de RNE. Una de sus colaboraciones más sonadas durante ese año fue en el programa Salvados (La Sexta) junto a Jordi Évole, donde intentaron colarse en el programa DEC imitando a algunos de sus personajes. 
En 2010 fichó como colaborador del programa de Cuatro Tonterías las justas para presentar el programa junto a Florentino Fernández y Anna Simon, además de hacer algunas secciones como 'La Flecha' y presentar las populares "gambas", congregando en una de ellas a más de 6.000 personas en la Plaza Mayor de Astorga. En ese mismo año presentó la Gala Ondas 2010 junto a Florentino Fernández y Anna Simon. También participó en el serial para Internet Te ríes de los nervios junto con Dani Rovira, David Broncano y Quequé. El 8 de agosto se estrenó su nuevo programa, Otra movida, con Florentino Fernández, Anna Simon, Cristina Pedroche y Raúl Gómez en Neox. El programa se mantuvo en antena hasta su cancelación el 29 de junio de 2012.
En julio de 2011 recogió la Antena de Plata y el 10 de septiembre del mismo año empezó como colaborador en Tiempo de juego de la Cadena COPE, junto a Pepe Domingo Castaño, Paco González y Jorge Hevia. En 2011 también actuó en su propia gira, llamada Rechace Imitaciones, que terminó el 26 de junio de 2012. En agosto de ese año aparecieron los primeros spots de Guasap!, su nuevo programa de Cuatro, que finalmente se canceló en noviembre, sin todavía haber sido estrenado. 
En enero de 2013 se emitió en Cuatro el programa Desafío extremo en el que Jesús Calleja le había llevado a descubrir la Sima de los Huesos, en Atapuerca. El 28 de enero de ese año anunció a través de la red social Twitter que se incorporaba como personaje fijo a la penúltima temporada de Aída dando vida a Simón, el hermano de Paz. Su incorporación a esta serie tuvo lugar el 1 de diciembre de 2013, con un 18,6% de audiencia y 2.739.000 espectadores. En febrero de 2013 empezó su gira por toda España con el espectáculo ¡Martínez... que no eres bueno!.
En junio de 2014 anuncia la gira #vuelvenNOvuelven junto con su compañero Florentino Fernández, que comenzó el 6 de diciembre de 2014 en Vigo y terminó el 28 de marzo de 2015 en un show especial en el Palacio de los Deportes de Madrid. En agosto de 2014 se anuncia su fichaje por la segunda temporada de la serie Chiringuito de Pepe de la cadena Telecinco.
Entre el 19 de marzo de 2015 y agosto de 2015 presentó en Cuatro el programa Sopa de gansos junto a Florentino Fernández. El 1 de septiembre de 2015 anunció vía Twitter que habrá una segunda gira de #vuelvenNOvuelven en la cual visitarán otras once ciudades entre las que se encuentran Valencia, La Coruña y Barcelona, entre otras. En el verano de 2016, Florentino Fernández y él anuncian de nuevo una tercera y última gira de #vuelvenNOvuelven debido al gran éxito y acogida de la misma. Esta vez las ciudades elegidas son ocho de las cuales solo repite Madrid.
En septiembre de 2016 empieza un nuevo espacio en Cope junto a Jorge Hevia llamado Lo mejor de Tiempo de Juego.
A partir de marzo de 2017 se puso al frente del programa Dani & Flo junto a Florentino Fernández en Cuatro. Dicho programa finalizó a principios de 2018.
En julio de 2018 anuncia a través de las redes sociales que a partir de otoño de ese mismo año daría comienzo una nueva gira de teatro llamada "¡Ya lo digo yo!" en la que destacaría la improvisación con el público asistente.
En agosto de 2018 estrenó en Cuatro El concurso del año, formato que presentó hasta 2021, abandonándolo de forma voluntaria para encarar otros proyectos.
En septiembre de 2019 fichó como jurado de la quinta edición de Got Talent España, puesto que mantuvo durante cuatro temporadas hasta su abandono de forma voluntaria a mediados de 2023 antes del comienzo de la novena edición del formato.
El 21 de abril de 2022 estrenó el programa de entretenimiento Martínez y Hermanos en Movistar Plus+. Tras cuatro temporadas el programa no fue renovado después de terminar su contrato con la plataforma, emitiendo su último episodio en diciembre de 2023. Tras la no renovación por parte de Movistar Plus+, Mediaset España adquirió los derechos del formato para su emisión en Cuatro a partir de 2024. El 22 de diciembre de 2022 fue nombrado Hijo Predilecto de la ciudad de León.

## Trayectoria

### Televisión

#### Programas
| Año         | Título                             | Canal          | Rol           |
| ----------- | ---------------------------------- | -------------- | ------------- |
| 2004        | Un, dos, tres... responda otra vez | La 1           | Cómico        |
| 2004        | Un domingo cualquiera              | La 1           | Cómico        |
| 2005        | Ruffus y Navarro                   | La 1           | Cómico        |
| 2006        | El show de Cándido                 | La Sexta       | Cómico        |
| 2007        | Que no surti d'aquí                | 8tv            | Cómico        |
| 2007        | Buenafuente                        | Antena 3       | Cómico        |
| 2007        | Fenómenos                          | La Sexta       | Cómico        |
| 2007        | A 3 bandas                         | Antena 3       | Cómico        |
| 2007        | Réplica                            | Telecinco      | Imitador      |
| 2008 - 2009 | Estas no son las noticias          | Cuatro         | Cómico        |
| 2009        | ¿Y ahora qué?                      | La 1           | Cómico        |
| 2009        | Salvados                           | La Sexta       | Reportero     |
| 2010        | Gala Premios Ondas                 | Cuatro         | Presentador   |
| 2010        | NBA+                               | Canal+         | Invitado      |
| 2010 - 2011 | Tonterías las justas               | Cuatro         | Copresentador |
| 2011 - 2012 | Otra movida                        | Neox           | Copresentador |
| 2011        | Ilustres ignorantes                | Canal+         | Invitado      |
| 2011        | Tienes 1 minuto                    | Cuatro         | Invitado      |
| 2011        | Sé lo que hicisteis...             | La Sexta       | Invitado      |
| 2011        | Punto pelota                       | Intereconomía  | Invitado      |
| 2011        | Espejo público                     | Antena 3       | Invitado      |
| 2012        | Guasap!                            | Cuatro         | Presentador   |
| 2012        | Futboleros                         | Marca TV       | Invitado      |
| 2012        | Y el mundo cambió                  | Discovery Max  | Invitado      |
| 2013        | Desafío extremo                    | Cuatro         | Invitado      |
| 2013        | Tiki-Taka                          | Cuatro         | Invitado      |
| 2013        | 22 minutos con Julius              | Canal Cocina   | Invitado      |
| 2013 - 2017 | Pasapalabra                        | Telecinco      | Invitado      |
| 2014        | Deja sitio para el postre          | Cuatro         | Invitado      |
| 2014        | Hable con ellas                    | Telecinco      | Invitado      |
| 2014        | Todo va bien                       | Cuatro         | Invitado      |
| 2014 - 2016 | El club de la comedia              | La Sexta       | Cómico        |
| 2015        | Sopa de gansos                     | Cuatro         | Presentador   |
| 2015        | Land Rober - Tunai Show            | TVG            | Invitado      |
| 2017        | Mi casa es la tuya                 | Telecinco      | Invitado      |
| 2017        | First Dates                        | Cuatro         | Invitado      |
| 2017 - 2018 | Viva la vida                       | Telecinco      | Invitado      |
| 2017 - 2018 | Dani & Flo                         | Cuatro         | Presentador   |
| 2018 - 2021 | El concurso del año                | Cuatro         | Presentador   |
| 2019 - 2022 | Got Talent España                  | Telecinco      | Jurado        |
| 2019 - 2020 | Adivina qué hago esta noche        | Cuatro         | Invitado      |
| 2022 - 2023 | Martínez y Hermanos                | Movistar Plus+ | Presentador   |
| 2024 - 2025 | Martínez y Hermanos                | Cuatro         | Presentador   |
| 2025        | La noche del Gran Show             | Telecinco      | Presentador   |

#### Series
| Año         | Título              | Canal     | Personaje             | Notas        |
| ----------- | ------------------- | --------- | --------------------- | ------------ |
| 2006        | SMS                 | La Sexta  | Daniel                | 2 episodios  |
| 2009        | Muchachada Nui      | La 2      | Juan José Millás      | 1 episodio   |
| 2010        | Pelotas             | La 1      | Dani                  | 1 episodio   |
| 2013 - 2014 | Aída                | Telecinco | Simón Agapito Bermejo | 26 episodios |
| 2015        | Retorno a Lilifor   | Neox      | Rey Juan Carlos I     | 1 episodio   |
| 2016        | Chiringuito de Pepe | Telecinco | David "Kalifornia"    | 15 episodios |

### Cine
| Año  | Título                                | Rol      | Director                     | Notas |
| ---- | ------------------------------------- | -------- | ---------------------------- | ----- |
| 2012 | Hotel Transylvania                    | Jonathan | Genndy Tartakovsky           | Voz   |
| 2015 | El gurú de las bodas                  | Doug     | Jeremy Garelick              | Voz   |
| 2015 | Hotel Transylvania 2                  | Jonathan | Genndy Tartakovsky           | Voz   |
| 2018 | Hotel Transylvania 3: Summer Vacation | Jonathan | Genndy Tartakovsky           | Voz   |
| 2022 | Hotel Transylvania: Transformania     | Jonathan | Derek Drymon Jennifer Kluska | Voz   |

### Teatro
| Año               | Título                         | Notas     |
| ----------------- | ------------------------------ | --------- |
| 2010 - 2011       | Te ríes de los nervios         | Monólogos |
| 2011 - 2012       | Rechace imitaciones            | Monólogos |
| 2013 - 2014       | ¡Martínez...que no eres bueno! | Monólogos |
| 2014 - 2016       | #VuelvenNOVuelven              | Monólogos |
| 2018 - 2023       | ¡Ya lo digo yo!                | Monólogos |
| 2024 - actualidad | Remember                       | Monólogos |

### Radio
| Año         | Programa                    | Canal      | Notas       |
| ----------- | --------------------------- | ---------- | ----------- |
| 2005        | Cita con Pilar              | RNE        | Colaborador |
| 2006        | El Ombligo de la Luna       | RNE        | Colaborador |
| 2007        | Vive la noche               | RNE        | Colaborador |
| 2008 - 2010 | En días como hoy            | RNE        | Colaborador |
| 2011 - 2021 | Tiempo de juego             | Cope       | Colaborador |
| 2011 - 2012 | La parroquia del monaguillo | Onda Cero  | Invitado    |
| 2013        | Yu: No te pierdas nada      | Los 40     | Invitado    |
| 2019        | La verbena                  | Cadena 100 | Presentador |

### Videoclips
| Año  | Artista          | Canción           | Notas                       |
| ---- | ---------------- | ----------------- | --------------------------- |
| 2011 | Edurne           | «Oigo mi corazón» | Actor junto a José Corbacho |
| 2020 | Miriam Rodríguez | «No vuelvas»      | Actor                       |